# Стереодисплей
Стереодиспле́й — устройство, предназначенное для отображения информации (дисплей) и создающее у зрителя иллюзию наличия у отображаемых объектов реального объёма и иллюзию частичного или полного погружения в сцену за счёт стереоскопического эффекта.
Стереоскопия — один из способов формирования объёмного изображения. Не совсем правильно отождествлять понятия «стереодисплей» и «трёхмерный дисплей». Стереодисплей является трёхмерным дисплеем, но не всякий трёхмерный дисплей является стереоскопическим. Само определение «трёхмерный» в отношении средств вывода графической информации связано с употреблением СМИ термина «3D» в отношении как стереоскопических технологий, так и (псевдо)трёхмерной (объёмной) компьютерной графики, несмотря на различие сути терминов «объёмность» и «стереоскопичность». Единственным методом, позволяющим получить действительно трёхмерное изображение, является использование голограмм. Для создания голограммы требуется лазер. Создание одной голограммы — достаточно длительный процесс. Но микроструктуру голограммы (6000 линий на миллиметр), невозможно пока ни записать, ни воспроизвести имеющимися электронными методами. Поток данных для передачи данных с 1 мм2 голограммы (минимальный размер зрачка как минимальный разумный размер экрана) соответствует примерно потоку телевидения сверхвысокой чёткости 8K UHDTV, что само по себе уже проблема. Учитывая цветность, поток данных становится как минимум втрое больше.

## Виды трёхмерных дисплеев
- Стереоскопические 3D-дисплеи формируют отдельные изображения для каждого глаза. Такой принцип используется в стереоскопах, известных ещё с начала XIX века.
- Объёмные дисплеи используют различные физические механизмы для показа светящихся точек в пределах некоторого объёма.

### Стереоскопические дисплеи
Стереоскопические дисплеи делятся на два типа:
- автостереоскопические дисплеи — дисплеи, не нуждающиеся в сепарирующих приспособлениях перед глазами наблюдателя таких, как стереоочки или шлемы виртуальной реальности, и способные самостоятельно формировать стереоэффект путём направления нужного пучка света в нужный глаз. Как правило, для этого применяются микролинзы Френеля, выполняющие роль светоделителей, и специальные барьерные сетки, так, чтобы каждый глаз зрителя видел только тот столбец пикселей, который предназначен для него. У данного метода имеются множественные недостатки, в частности, выход зрителя из нужного ракурса или выход из ограниченной «зоны безопасного просмотра» приводит к разрушению эффекта стерео, а разрешение изображения по горизонтали значительно уменьшается. Компенсировать эти потери чёткости можно избыточной детализацией, например в телевизорах UHDTV зона комфортного просмотра значительно шире, правда, качество 3D-картинки падает до 720p, лишь телевизоры с матрицей 8K дают в 3D-картинке FullHD[1].

Производители стереодисплеев продолжают разрабатывать технологии, позволяющие уменьшить эти недостатки. Philips и NewSight разработали свои технологии многоракурсных дисплеев — WOWvx и MultiView. Компания SeeReal Technologies, в свою очередь, встраивает в свои дисплеи подвижный светоделитель и детектор положения головы зрителя, перестраивая изображение под нужный угол зрения.
Одним из перспективных направлений можно считать восстановление светового поля. При этом с определённой долей точности воссоздают световое поле оригинальной сцены. Впечатление от данной технологии напоминает просмотр голограммы. Объекты сцены можно осмотреть с разных ракурсов без заметных скачков при смене положения наблюдателя.
В технологии High-Rank 3D Display using Content-Adaptive Parallax Barriers для формирования объёмного изображения используются два LCD-дисплея, установленных один перед другим, и очень сложное программное обеспечение.
Ещё одним интересным решением формирования объёмных изображений может стать использование созданного компанией Philips формата 2D + Z. Канал Z представляет собой монохромную картинку, представляющую собой карту глубины. Удачное описание можно найти здесь: формат 2D + Z. Создатель формата использует данный канал для расчёта дополнительных изображений в многоракурсных системах.
Современные 3D-дисплеи ряда фирм уже используют (что?) для разделения левого и правого каналов второго LCD-дисплея, второй из них предназначен для подстройки щелевого растра под положение телезрителей. Подробнее смотрите здесь: стереоскопические 3D-дисплеи. Существуют технологии, позволяющие использовать массив пикселей иначе. Одна из них — голографические оптические элементы (Holographic Optical Elements — HOE). Перед LCD-панелью помещается плёнка, состоящая из миниатюрных голограмм. Каждая голограмма закрывает один пиксель и направляет проходящий свет в одном из заданных направлений. Незначительное изменение конструкции экрана позволит изменить метод формирования объёмных изображений.
Важным шагом на пути к созданию принципиально иного способа создания объёмных изображений может стать применение двух LCD-дисплеев и плёнки с голографическими элементами. На первый экран выводится обычное двухмерное изображение, второй LCD-дисплей без поляризаторов на входе и выходе вращает поляризованный первым экраном свет на угол, пропорциональный карте глубины. Голографические элементы выполняют функцию микролинз, коэффициент преломления света которых зависит от угла поляризации. Применение такой технологии способно визуально «приблизить» и «удалить» соответствующие объекты сцены. Глаз сможет фокусироваться на ближние и дальние объекты;
- дисплеи, требующие использования вспомогательных устройств (очков) для создания зрительного стереоэффекта. Вспомогательные устройства (3D-очки) делят на два вида:
  - пассивные очки — очки, не требующие управляющего сигнала и элементов питания (в отличие от активных очков). Для разделения ракурсов используется поляризованный свет. Подобные устройства делятся на два типа:
    - поляризационные очки с линейной поляризацией. Применяются в кинотеатрах IMAX. На специальном экране формируются одновременно оба изображения для левого и правого глаза. Пропускают разные изображения для разных глаз. Снижение яркости изображения для поляризационных очков составляет примерно 24 %, разрешение остается тем же (для систем с двумя ЖК-панелями: Planar[6], StereoPixel[7]) или снижается вдвое (Zalman[8]);
    - поляризационная система (экран + очки) с круговой поляризацией. На экране монитора каждая строка изображения поляризует проходящий свет по часовой стрелке или против (циркулярная или круговая поляризация). Очки имеют такой же круговой поляризатор на каждом стекле. Таким образом создаётся чересстрочное изображение для каждого глаза отдельно. Снижения яркости нет даже при сильных наклонах головы[9]. Главный разработчик — LG;

  - активные очки — затворные очки[10][11] (жидкокристаллические или поляризационные) очки с линейной поляризацией, синхронизированные с дисплеем и поочерёдно затемняющиеся с той же частотой, с которой дисплей выводит изображения (кадры) для каждого глаза. За счёт эффекта инерции зрения в мозгу зрителя формируется цельное изображение (желательно иметь дисплей с удвоенной частотой развёртки 120 Гц, так, чтобы для каждого глаза частота обновления изображения составляла 60 Гц). Снижение яркости изображения для затворных очков составляет примерно 80 % (наклон головы 30о). Перекрёстные искажения больше, чем у пассивных очков[12]. Разрешение для каждого глаза остаётся тем же. Главный разработчик — Samsung.

Самый большой светодиодный 3D-телевизор был разработан украинской компанией ЕКТА и использовался для прямой трансляции финального матча Лиги чемпионов УЕФА в клубе Гётеборга (Швеция) 28 мая 2011 года. Видеотрансляцию осуществила компания Viasat-Швеция. Мировой рекорд зафиксирован в Книге рекордов Гиннесса.

### Объёмные дисплеи
Термин «3D-дисплей» употребляется и в отношении так называемых объёмных или воксельных дисплеев. В таких дисплеях объёмное изображение формируется (при помощи различных физических механизмов) из светящихся точек в пределах некоторого объёма. Такие дисплеи вместо пикселов оперируют вокселами. Объёмные дисплеи строятся на разных принципах. Например, могут состоять из множества плоскостей (плоскости расположены одна над другой и формируют изображение), одной качающейся плоскости, вращающихся плоских или криволинейных панелей. В дисплеях на основе качающихся плоскостей и вращающихся панелей для достижения 3D-эффекта используется эффект зрительной инерции. За цикл своего движения движущаяся (качающаяся или вращающаяся) поверхность проходит весь объём, в котором располагается изображение, отображая по отдельности каждый его слой. Зритель воспринимает все положения поверхности как одновременные, видит вместо одной поверхности сплошное тело.
Сейчас[когда?] получают распространение подобные дисплеи низкого разрешения на основе светодиодов (в том числе трёхцветных (RGB), позволяющих получить до 16 млн цветовых оттенков), как простейших, разрешением 3 × 3 × 3 (монохром), так и значительного размера и разрешения. Самый большой подобный дисплей находится в здании ж/д станции Цюриха (Швейцария). Его размеры — 5 × 5 × 1 метр, он состоит из 25 000 светящихся сфер (16 млн цветовых оттенков каждый) с частотой обновления 25 Гц.

## Перспективы
Разработками стереодисплеев разных типов занимается множество компаний, в том числе: Alioscopy, Apple, 3D Icon, Dimension Technologies Inc., Fraunhofer HHI, Holografika, i-Art, NewSight, StereoPixel, DDD, SeeFront, SeeReal Technologies, Spatial View Inc., Tridelity, VisuMotion, Zero Creative (xyZ).
В октябре 2008 года компания Philips представила прототип стереодисплея с разрешением 3840 × 2160 точек и с рекордными 46 ракурсами «безопасного» просмотра. Вскоре после этого компания объявила о приостановке разработок и исследований в области стереодисплеев.
В апреле 2010 года компания Samsung Electronics начала конвейерное производство 3D-телевизоров в России на своём предприятии в Калужской области.
В сентябре 2010 года компания LG Electronics представила первый ноутбук, оснащённый 3D-дисплеем, в 2011 — первый смартфон с 3D-дисплеем LG Optimus 3D.
В октябре 2010 на выставке CEATEC года компания Toshiba выпустила телевизоры, оснащённые 3D-дисплеями, не требующими специальных очков. В новой технологии использовались тонкие линзы на передней части дисплея. Линзы разделяли изображение от экрана и направляли его на 9 опорных точек перед ТВ. Эффект трёхмерности создавался, когда пользователь смотрел на одну из точек. Сейчас[когда?] подобные образцы автостереоскопической техники позволяют сохранить иллюзию трёхмерности лишь для сравнительно узкого угла обзора (не более 50 градусов). Научно-исследовательские разработки в этом направлении продолжают все ведущие игроки на рынке.
Производство телевизоров с поддержкой трехмерного изображения к 2016 году было значительно сокращено из-за довольно высокой стоимости и небольшого количества 3D-фильмов и программ. 

## Безопасность и влияние на здоровье
Компания Sony признала наличие неприятных побочных эффектов (головокружение, тошнота и др.) от просмотра 3D-фильмов и игры в 3D-игры, рекомендовала ограничить такие развлечения для детей, особенно до шести лет. Ранее аналогичное предупреждение выпустила компания Samsung. Перечисляется гораздо больше возможных неприятностей от стереокино, включая ухудшение зрения, мышечный тик, головную боль и дезориентацию. Не рекомендуется смотреть 3D-видео, будучи в состоянии опьянения либо беременности.